# Kontrolowane wypożyczenia cyfrowe

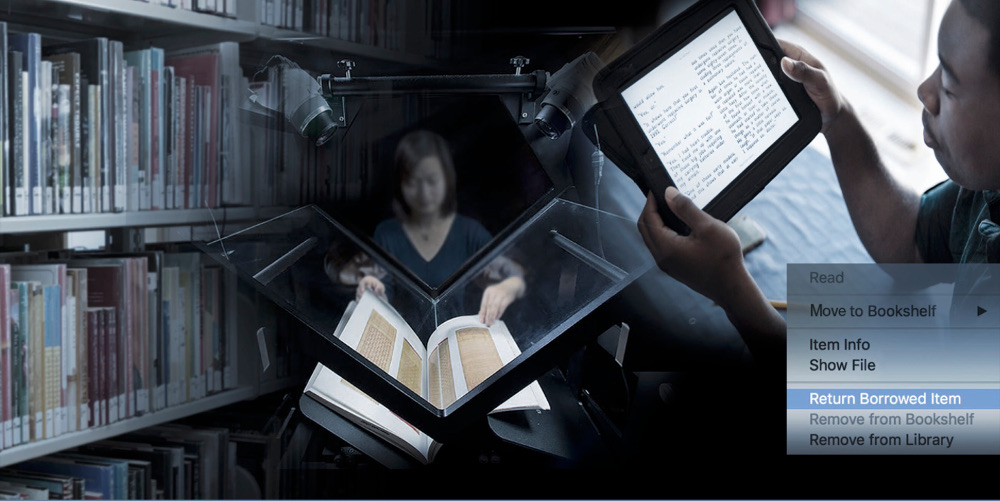
Wyobrażony proces kontrolowanego wypożyczenia cyfrowego

Kontrolowane wypożyczenia cyfrowe (ang. Controlled Digital Lending, CDL) – koncept, a w praktyce model stosowany przez biblioteki polegający na digitalizacji materiałów ze swoich zbiorów w wersji papierowej i wypożyczaniu ich w wersji cyfrowej. Koncept ten narodził się w Stanach Zjednoczonych i opiera się na zasadach dozwolonego użytku i doktryny pierwszej sprzedaży.
Idea CDL zakłada, że egzemplarz posiadany przez bibliotekę musi zostać przez nią nabyty w legalny sposób, a biblioteka może wypożyczyć tyle egzemplarzy książki, ile sama ich posiada, niezależnie od formatu (papierowy czy cyfrowy). Kopia cyfrowa, zabezpieczona systemami zarządzania prawami cyfrowymi (DRM) uniemożliwiającymi nielegalny użytek, jest wypożyczana na ograniczony czas i tylko jednemu czytelnikowi, dokładnie według tej samej logiki, która rządzi wypożyczaniem zbiorów papierowych. Dla przykładu, jeśli biblioteka posiada trzy egzemplarze papierowe książki i jeden z nich zdigitalizuje, to czytelnikom zgodnie z prawem może udostępniać nadal trzy egzemplarze, jeden papierowy i dwa w modelu CDL, lub też dwa papierowe i jeden w modelu CDL, lub też wszystkie trzy w modelu CDL.
Model kontrolowanych wypożyczeń cyfrowych jest od 2010 roku podstawą działania Open Library, projektu Internet Archive. Model kontrolowanego wypożyczania cyfrowego zyskał na popularności zwłaszcza w czasie pandemii COVID-19, gdy dostęp do tradycyjnych zbiorów wielu bibliotek na świecie był utrudniony lub niemożliwy. Jest on praktykowany przez wiele bibliotek publicznych i uniwersyteckich, przede wszystkim w Stanach Zjednoczonych i Kanadzie.  

## Kontrowersje
Zwolennicy konceptu CDL zwracają uwagę na to, że opiera się on na niekwestionowanych zasadach działania wypożyczeń tradycyjnych, a jednocześnie pozwala na zapewnienie dostępu do zbiorów bibliotek dla czytelników, którzy z różnych powodów nie mogą odwiedzić jej siedziby oraz dla wszystkich, którzy mają potrzebę dostępu do wersji cyfrowej książki. 
Międzynarodowa Federacja Stowarzyszeń i Instytucji Bibliotekarskich w oficjalnym stanowisku z 2021 roku wyraziła wsparcie dla konceptu CDL i zwróciła uwagę, że kontrolowane wypożyczenia cyfrowe stanowią bardzo dobrą alternatywę dla wypożyczania książek elektronicznych, które przez niekorzystne warunki licencyjne ustalane przez wydawców, podważają podstawową misję bibliotek, jaką jest zapewnianie dostępu do informacji.
Organizacje reprezentujące autorów i wydawców w Stanach Zjednoczonych wielokrotnie kwestionowały interpretacje zasad prawa autorskiego, będące podstawami kontrolowanego wypożyczania cyfrowego. 
W 2020 roku amerykańska grupa wydawnicza Hachette, razem z trzema innymi dużymi wydawcami, Penguin Random House, Wiley i HarperCollins wniosła pozew do sądu przeciwko organizacji non-profit Internet Archive. W czasie pandemii COVID-19 Internet Archive uruchomiło projekt National Emergency Library, w ramach którego usunęło ograniczenia dostępu (przede wszystkim listy oczekujących) do zdigitalizowanych wcześniej 1,3 miliona książek, ułatwiając zarejestrowanym użytkownikom dostęp do nich. Decyzja ta została uznana przez wydawców za naruszenie prawa autorskiego, jako że według nich nie ma zastosowania tutaj reguła dozwolonego użytku. W marcu 2023 sąd uznał Internet Archive za winne złamania prawa. 